# Grand Prix automobile de Saint-Marin 2005
GP précédent GP suivant
Le Grand Prix automobile de Saint-Marin 2005 (Formula 1 Gran Premio Foster's di San Marino 2005), disputé sur l'Autodromo Enzo e Dino Ferrari le 24 avril 2005, est la 735e épreuve de l'histoire du championnat du monde de Formule 1 courue depuis 1950 et la quatrième épreuve du championnat 2005.

## Pilotes engagés
Le 4 avril 2005, l'écurie Red Bull annonce le remplacement de Christian Klien par Vitantonio Liuzzi au volant de la seconde monoplace pour trois courses à partir du Grand Prix de Saint-Marin.
Blessé pour le Grand Prix de Saint-Marin, le pilote colombien Juan Pablo Montoya de l'écurie McLaren-Mercedes est remplacé par le pilote autrichien Alexander Wurz,.
Les six dernières équipes du championnat du monde des constructeurs 2004 ont le droit de faire rouler une troisième voiture lors des essais libres du vendredi. Les pilotes de cette troisième voiture ne sont pas autorisés à participer aux essais qualificatifs ni à la course.
| Écurie            | Numéro | Pilote           |
| ----------------- | ------ | ---------------- |
| McLaren-Mercedes  | 35     | Pedro de la Rosa |
| Sauber-Petronas   |        | -                |
| Red Bull-Cosworth | 37     | Christian Klien  |
| Toyota            | 38     | Ricardo Zonta    |
| Jordan-Toyota     | 39     | Robert Doornbos  |
| Minardi-Cosworth  |        | -                |

## Essais libres
Le pilote espagnol Pedro de la Rosa (McLaren-Mercedes) réalise le meilleur temps des deux séances d'essais libres du vendredi,. Le samedi, Jenson Button s'adjuge le meilleur temps lors de la quatrième séance d'essais libres.

## Qualifications

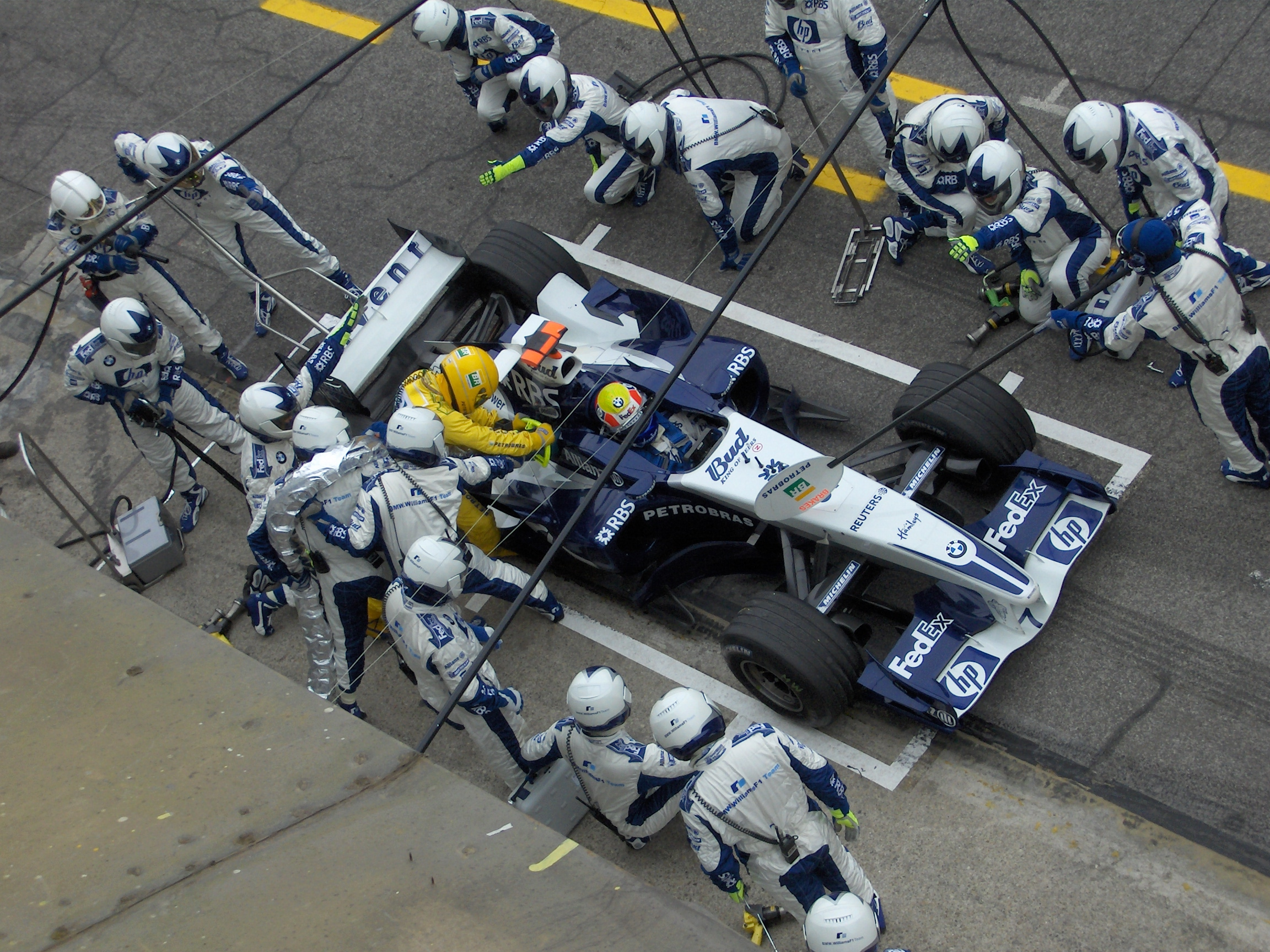
Pit-stop de Mark Webber lors du GP de Saint Marin 2005.

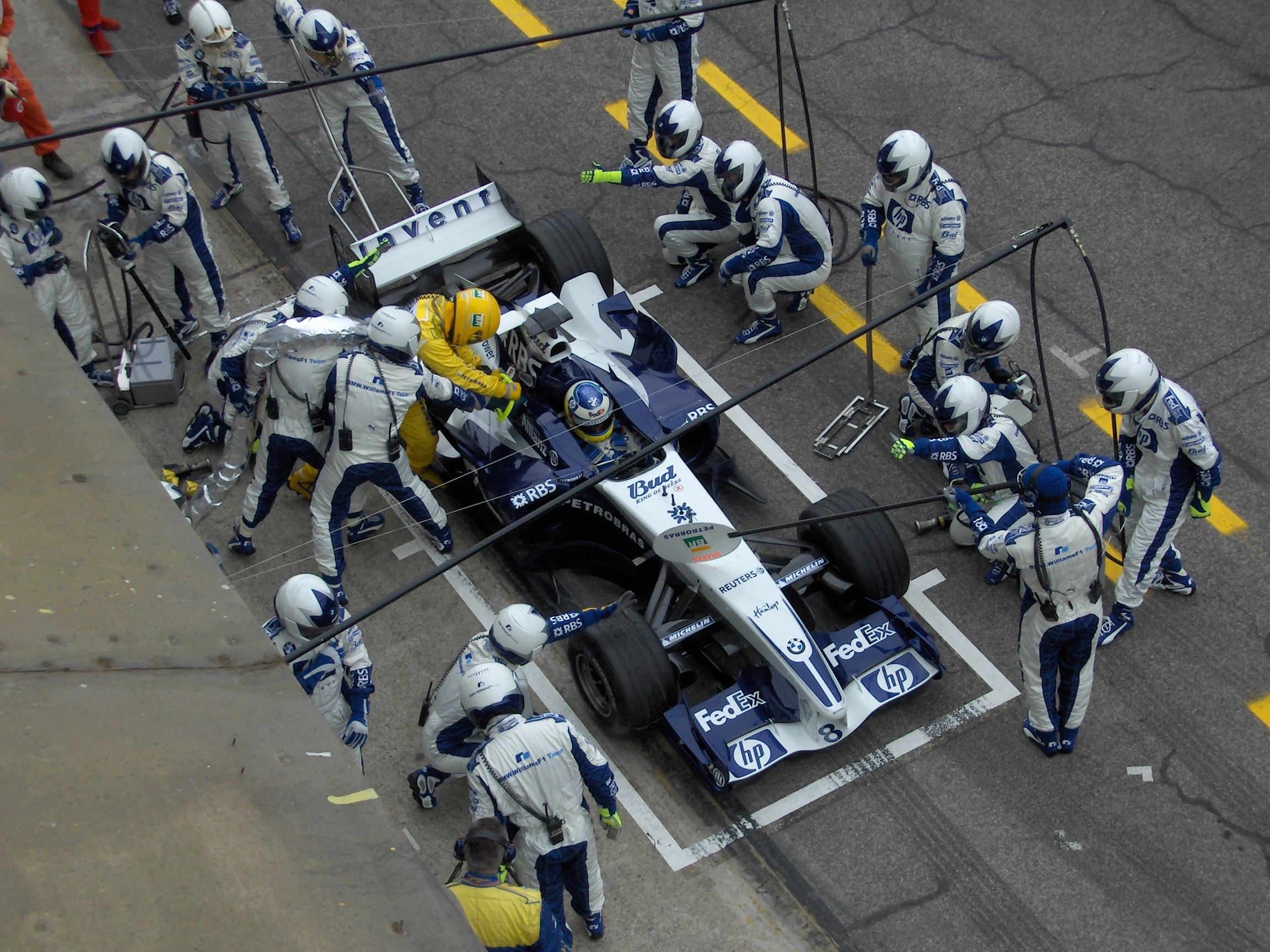
Pit-stop de Nick Heidfeld lors du GP de Saint Marin 2005.

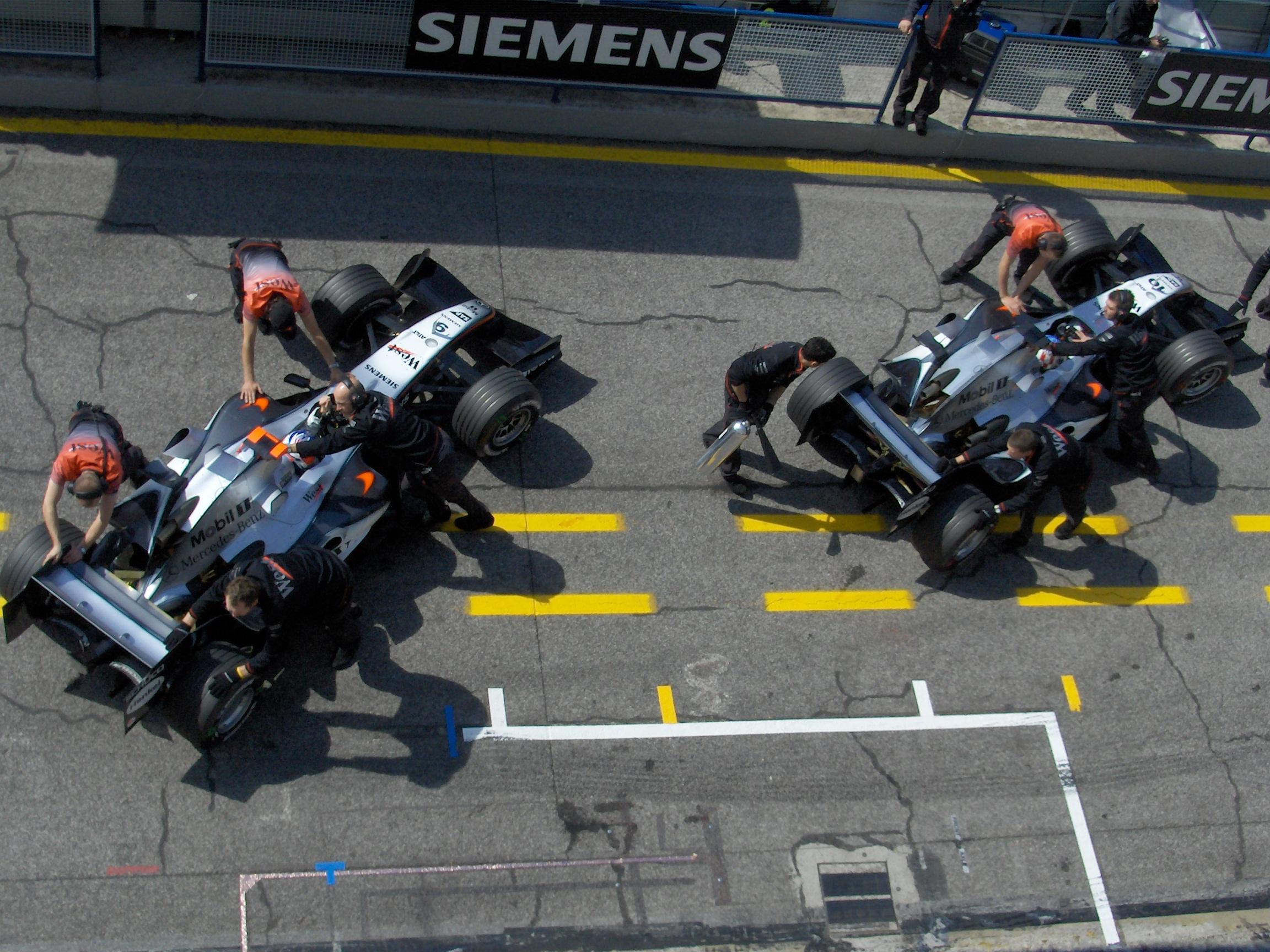
McLaren dans la pitlane lors du GP de Saint Marin 2005.

Les qualifications se sont déroulées le samedi et le dimanche matin. Kimi Räikkönen (McLaren-Mercedes) réalise le meilleur temps des qualifications. Auteur du 8e temps des qualifications, Felipe Massa est pénalisé de dix places sur la grille en raison d'un changement de moteur.
| Pos | N° | Pilote               | Écurie            | Ordre Q1 | Temps Q1       | Pos Q1 | Temps Q1+Q2    |
| --- | -- | -------------------- | ----------------- | -------- | -------------- | ------ | -------------- |
| 1   | 9  | Kimi Räikkönen       | McLaren-Mercedes  | 18       | 1 min 19 s 886 | 1      | 2 min 42 s 880 |
| 2   | 5  | Fernando Alonso      | Renault           | 20       | 1 min 19 s 889 | 2      | 2 min 43 s 441 |
| 3   | 3  | Jenson Button        | BAR-Honda         | 8        | 1 min 20 s 464 | 5      | 2 min 44 s 105 |
| 4   | 7  | Mark Webber          | Williams-BMW      | 16       | 1 min 20 s 442 | 4      | 2 min 44 s 511 |
| 5   | 16 | Jarno Trulli         | Toyota            | 19       | 1 min 20 s 492 | 6      | 2 min 44 s 518 |
| 6   | 4  | Takuma Satō          | BAR-Honda         | 7        | 1 min 20 s 851 | 10     | 2 min 44 s 658 |
| 7   | 10 | Alexander Wurz       | McLaren-Mercedes  | 2        | 1 min 20 s 632 | 8      | 2 min 44 s 689 |
| 8   | 8  | Nick Heidfeld        | Williams-BMW      | 6        | 1 min 20 s 807 | 9      | 2 min 45 s 196 |
| 9   | 2  | Rubens Barrichello   | Ferrari           | 13       | 1 min 20 s 892 | 11     | 2 min 45 s 240 |
| 10  | 17 | Ralf Schumacher      | Toyota            | 17       | 1 min 20 s 994 | 12     | 2 min 45 s 416 |
| 11  | 11 | Jacques Villeneuve   | Sauber- Petronas  | 11       | 1 min 20 s 999 | 13     | 2 min 46 s 259 |
| 12  | 6  | Giancarlo Fisichella | Renault           | 4        | 1 min 21 s 708 | 15     | 2 min 46 s 710 |
| 13  | 1  | Michael Schumacher   | Ferrari           | 5        | 1 min 20 s 260 | 3      | 2 min 47 s 244 |
| 14  | 14 | David Coulthard      | Red Bull-Cosworth | 14       | 1 min 21 s 632 | 14     | 2 min 48 s 070 |
| 15  | 15 | Vitantonio Liuzzi    | Red Bull-Cosworth | 1        | 1 min 21 s 804 | 16     | 2 min 48 s 155 |
| 16  | 19 | Narain Karthikeyan   | Jordan-Toyota     | 3        | 1 min 23 s 123 | 17     | 2 min 52 s 099 |
| 17  | 18 | Tiago Monteiro       | Jordan-Toyota     | 12       | 1 min 25 s 100 | 18     | 2 min 54 s 252 |
| 18  | 12 | Felipe Massa         | Sauber- Petronas  | 15       | 1 min 20 s 593 | 7      | 2 min 44 s 930 |
| 19  | 20 | Patrick Friesacher   | Minardi-Cosworth  | 10       | 1 min 26 s 484 | 20     | 2 min 57 s 048 |
| 20  | 21 | Christijan Albers    | Minardi-Cosworth  | 9        | 1 min 25 s 921 | 19     | Accident en Q2 |

## Course

### Déroulement de l'épreuve

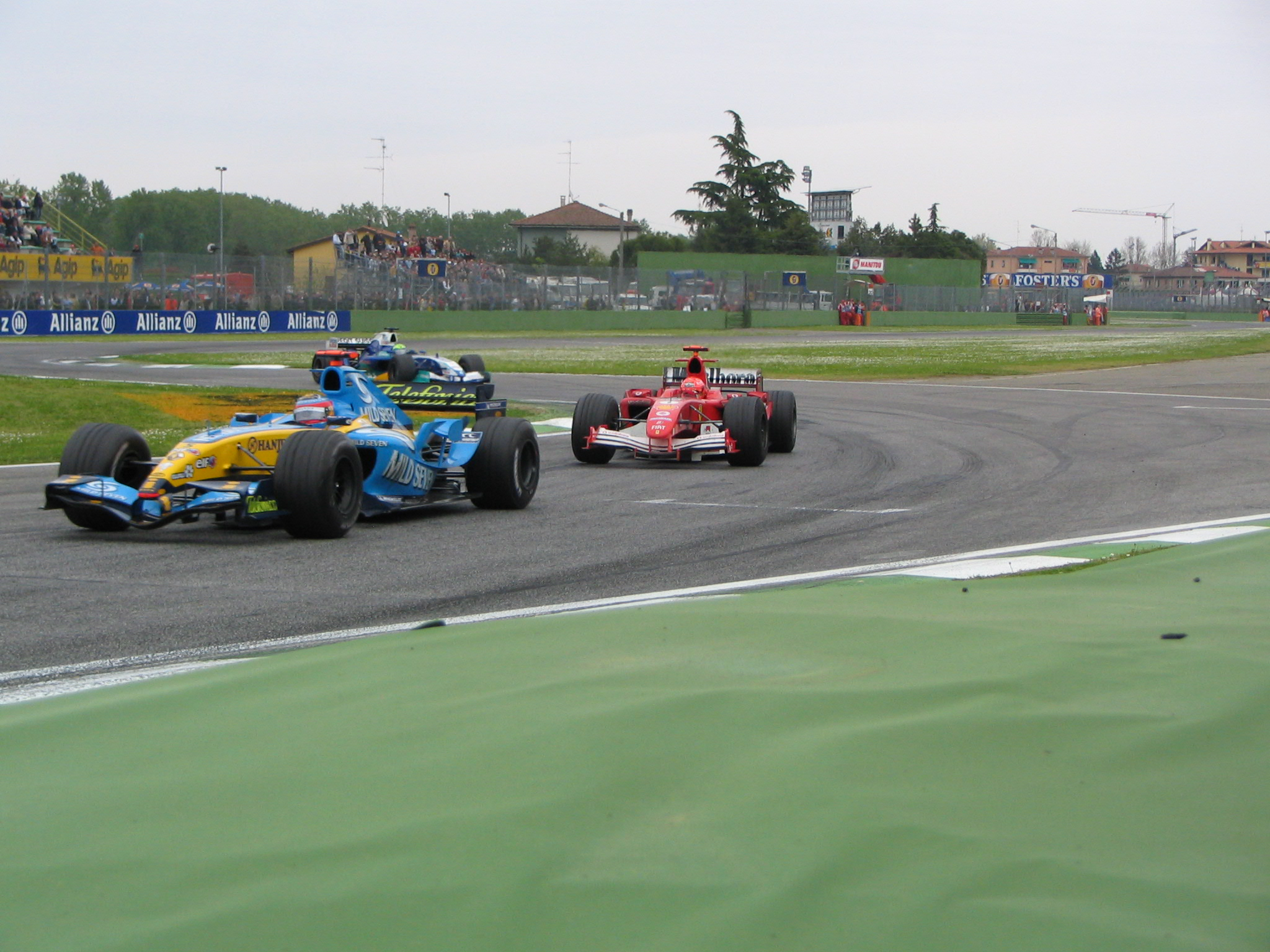
Fernando Alonso et Michael Schumacher en bataille pour la victoire.

Auteur de la pole position, Kimi Räikkönen prend le meilleur départ et est intouchable pendant les neuf premiers tours jusqu'à son abandon en raison d'un problème de transmission. Fernando Alonso récupère la tête de la course puis résiste lors des douze derniers tours au retour de Michael Schumacher en freinant dans les secteurs-clés afin d'éviter de se faire piéger lors des réaccélérations et en réduisant volontairement l'allure afin de ne pas risquer de rencontrer des retardataires. Lors de ce duel, l'écart entre les deux pilotes n'a jamais été supérieur à quatre centièmes de seconde.
Jenson Button et Takuma Satō respectivement 3e et 5e sont tous deux disqualifiés à l'issue du contrôle technique d'après course. Les BAR-Honda étaient équipées d'un double réservoir d'essence, un dispositif illégal leur permettant de rouler sous le poids minimum durant la course, puis d'être au poids légal lors de la pesée d'après-course,. Outre cette disqualification, l'écurie est suspendue pour les deux épreuves suivantes, le Grand Prix d'Espagne et le Grand Prix de Monaco.
Ralf Schumacher (Toyota) est pénalisé de 25 secondes pour « sortie dangereuse des stands » et perd ainsi le point de la 8e place, ce qui donne la 8e place à Nick Heidfeld,.

### Classement de la course

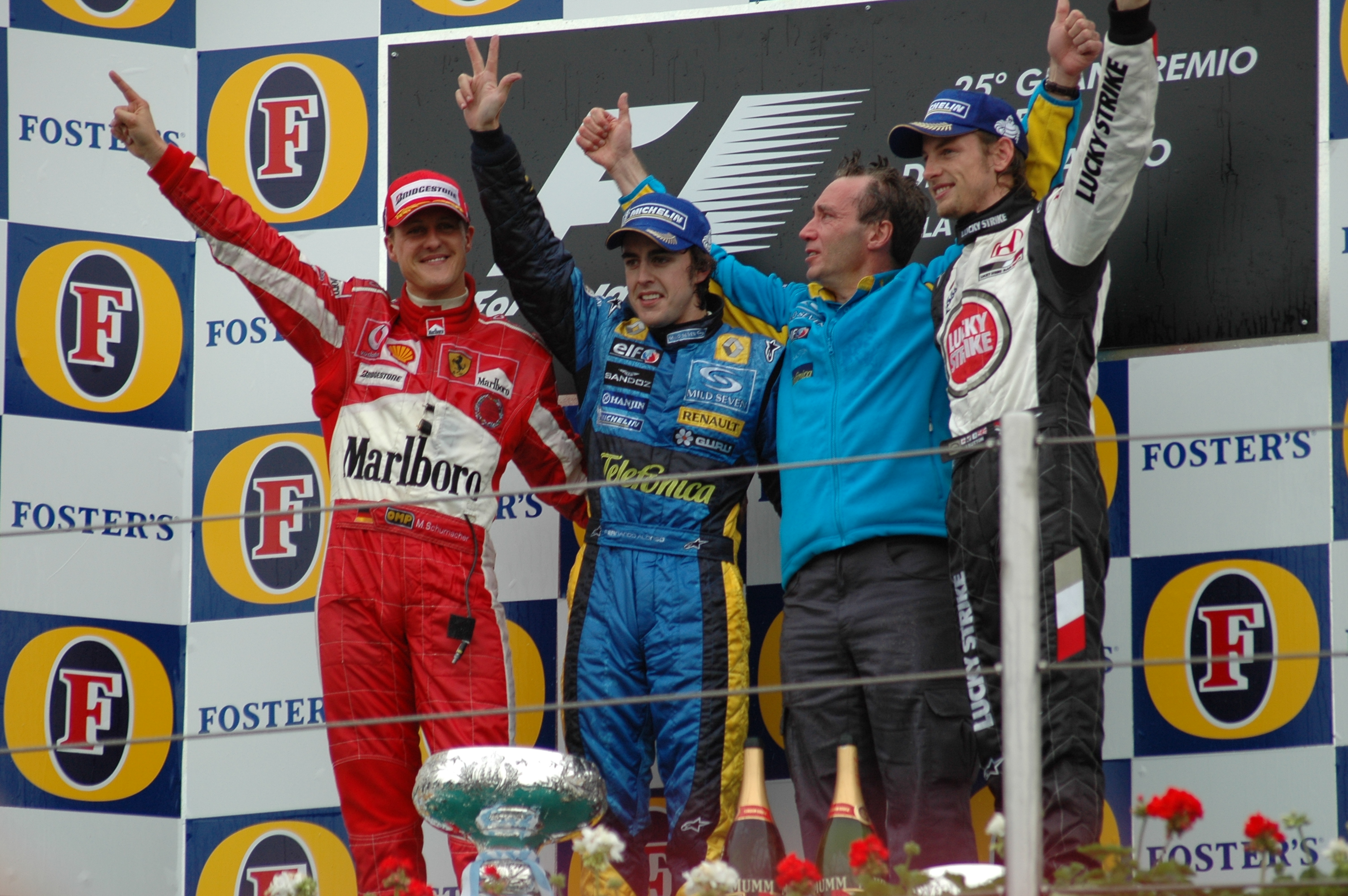
Alonso, Schumacher et Button pendant la cérémonie du podium. Button sera disqualifié plus tard après la course.

| Pos  | N° | Pilote               | Écurie            | Tours | Temps/Abandon                            | Grille | Points |
| ---- | -- | -------------------- | ----------------- | ----- | ---------------------------------------- | ------ | ------ |
| 1    | 5  | Fernando Alonso      | Renault           | 62    | 1 h 27 min 41 s 921 (209,086 km/h)       | 2      | 10     |
| 2    | 1  | Michael Schumacher   | Ferrari           | 62    | + 0 s 215                                | 13     | 8      |
| 3    | 10 | Alexander Wurz       | McLaren-Mercedes  | 62    | + 27 s 554                               | 7      | 6      |
| 4    | 11 | Jacques Villeneuve   | Sauber- Petronas  | 62    | + 1 min 04 s 442                         | 11     | 5      |
| 5    | 16 | Jarno Trulli         | Toyota            | 62    | + 1 min 10 s 258                         | 5      | 4      |
| 6    | 8  | Nick Heidfeld        | Williams-BMW      | 62    | + 1 min 11 s 282                         | 8      | 3      |
| 7    | 7  | Mark Webber          | Williams-BMW      | 62    | + 1 min 23 s 297                         | 4      | 2      |
| 8    | 15 | Vitantonio Liuzzi    | Red Bull-Cosworth | 62    | + 1 min 23 s 764                         | 15     | 1      |
| 9    | 17 | Ralf Schumacher      | Toyota            | 62    | + 1 min 35 s 841 (dont 25 s de pénalité) | 10     |        |
| 10   | 12 | Felipe Massa         | Sauber- Petronas  | 61    | + 1 tour                                 | 18     |        |
| 11   | 14 | David Coulthard      | Red Bull-Cosworth | 61    | + 1 tour                                 | 14     |        |
| 12   | 19 | Narain Karthikeyan   | Jordan-Toyota     | 61    | + 1 tour                                 | 16     |        |
| 13   | 18 | Tiago Monteiro       | Jordan-Toyota     | 60    | + 2 tours                                | 17     |        |
| Abd. | 21 | Christijan Albers    | Minardi-Cosworth  | 20    | Panne hydraulique                        | 20     |        |
| Abd. | 2  | Rubens Barrichello   | Ferrari           | 18    | Panne électrique                         | 9      |        |
| Abd. | 9  | Kimi Räikkönen       | McLaren-Mercedes  | 9     | Colonne de direction                     | 1      |        |
| Abd. | 20 | Patrick Friesacher   | Minardi-Cosworth  | 8     | Embrayage                                | 19     |        |
| Abd. | 6  | Giancarlo Fisichella | Renault           | 5     | Accident                                 | 12     |        |
| Dsq. | 3  | Jenson Button        | BAR-Honda         | 62    | + 10 s 481                               | 3      |        |
| Dsq. | 4  | Takuma Satō          | BAR-Honda         | 62    | + 34 s 783                               | 6      |        |

### Classements généraux à l'issue de la course
|          | Classement | Pilote               | Points |
| -------- | ---------- | -------------------- | ------ |
|          | 1          | Fernando Alonso      | 36     |
|          | 2          | Jarno Trulli         | 20     |
|          | 3          | Giancarlo Fisichella | 10     |
| 10       | 4          | Michael Schumacher   | 10     |
| 5        | 5          | Nick Heidfeld        | 9      |
| Source : |            |                      |        |

|          | Classement | Écurie           | Points |
| -------- | ---------- | ---------------- | ------ |
|          | 1          | Renault          | 46     |
|          | 2          | Toyota           | 29     |
|          | 3          | McLaren-Mercedes | 25     |
| 2        | 4          | Ferrari          | 18     |
| 1        | 5          | Williams-BMW     | 18     |
| Source : |            |                  |        |

- Note : Seules les cinq premières positions sont inscrites dans ces classements.

## Pole position et record du tour
- Pole position : Kimi Räikkönen en 1 min 42 s 880
- Meilleur tour en course : Michael Schumacher en 1 min 21 s 858 au 48e tour.

## Tours en tête
- Kimi Räikkönen : 8 (1-8)
- Fernando Alonso : 46 (9-23 / 25-42 / 50-62)
- Jenson Button : 5 (24 / 43-46)
- Michael Schumacher : 3 (47-49)

## Statistiques
- 4e victoire pour Fernando Alonso.
- 21e victoire pour Renault en tant que constructeur.
- 101e victoire pour Renault en tant que motoriste.
- 100e podium de Michael Schumacher avec Ferrari.
- 1er Grand Prix de la nouvelle Minardi PS05.
- Vitantonio Liuzzi remplaçait Christian Klien dans la seconde Red Bull Racing, pour cette course et les deux prochaines.
- Alexander Wurz remplaçait Juan Pablo Montoya blessé. (Cette place était occupée par Pedro de la Rosa au Grand Prix automobile de Bahreïn 2005.)
- Red Bull Racing a conclu un accord de fourniture moteur avec Ferrari pour le Championnat du monde de Formule 1 2006.